# Górzyce
Górzyce (niem. Guhrwitz) – wieś w Polsce położona w województwie dolnośląskim, w powiecie wrocławskim, w gminie Kąty Wrocławskie.
W latach 1975–1998 miejscowość administracyjnie należała do województwa wrocławskiego.

## Nazwa
W 1155 i 1245 roku wzmiankowana jako Gorice. W 1353 roku wzmiankowana jako Goricz. Nazwa miejscowości wywodzi się od polskiego słowa góra. Heinrich Adamy w swoim dziele o nazwach miejscowości na Śląsku wydanym w 1888 roku we Wrocławiu jako najstarszą zanotowaną nazwę miejscowości wymienia Goricz podając jej znaczenie "Hochdorf" czyli po polsku "Wieś położona w górze, u góry".

## Zabytki
Do wojewódzkiego rejestru zabytków wpisany jest:
- dwór, zabytkowy z drugiej połowy XVI w., 1700 r., 1910 r.